# Farhad Moshiri
Ardavan Farhad Moshiri (persiska: اردوان فرهاد ﻣﺸﻴﺮى), född 18 maj 1955, är en iransk-brittisk auktoriserad revisor och affärsman.
Han har nära kopplingar till den ryske oligarken Alisjer Usmanov, där Moshiri har skapat sin förmögenhet via minoritetsaktieposter i företag som Usmanov har investerat i. Moshiri är delägare i bland annat stålproducenten Metalloinvest och teleoperatören Megafon. År 2007 grundade Usmanov och Moshiri förvaltningsbolaget Red & White Holdings när de förvärvade 14,65% av den engelska fotbollsklubben Arsenal. Fram till 2012 ökade man sitt ägarskap i Arsenal till 29,72%. År 2016 valde Moshiri att sälja av sitt innehav till Usmanov och köpte kort efteråt 49,9% av en annan fotbollsklubb i Everton. Två år senare utökade han sitt ägande till 68,6%. Innan han träffade Usmanov arbetade han som just auktoriserad revisor åt Ernst & Young, PKF International och Deloitte.
Den amerikanska ekonomitidskriften Forbes rankade Moshiri som världens 1 222:a rikaste med en förmögenhet på 2,7 miljarder amerikanska dollar för den 2 oktober 2021.
Han avlade en kandidatexamen i revision vid University College London.